# Македонка (река)
Македонка — река в Московской области России. Общая протяжённость русла — 12 километров.
Исток реки находится в деревне Вялки Раменского района Подмосковья. Течёт сначала на юго-восток до пересечения с железной дорогой, потом — на юго-запад. Устье вблизи деревни Пехорка в поселке Малаховка, городской округ Люберцы. Впадает в реку Пехорку. Уклон реки — 1,1 м/км. Площадь водосбора превышает 31,5 км². Река имеет водоохранную зону шириной 100 м.
На реке имеется несколько прудов. Один из них, известный как Малаховское озеро, создан в 1714 году по указу Петра I. Воды озера использовались для снабжения шпажного завода в деревне Михнево. На берегу озера находилась усадьба писателя и поэта Николая Дмитриевича Телешова «Озеро». По сюжету советского фильма «Джентльмены удачи» в Малаховском озере был спрятан украденный золотой шлем Александра Македонского.